# Четырёхглазые опоссумы
Четырёхглазые опоссумы (лат. Philander) — род млекопитающих семейства опоссумов.

## Описание
Их грубая шерсть серого или черного цвета сверху, брюхо светлое, часто беловатый или желтый. Тело очень стройное, морда заострённая. Хвост такой же длины или длиннее, как тело и безволосый за исключением первой четверти. Длина тела от 25 до 33 сантиметров и вес 200 до 700 граммов.

## Распространение
Эти животные распространены в Северной и Южной Америке, от северной Мексики до северной Аргентины. Их среда обитания влажные тропические леса.

## Питание и образ жизни
В основном наземные животные, хотя также могут взобраться на дерево и даже плавать. Они быстрые и проворные. Животные прежде всего ночные, хотя иногда бывают активны и днём. Спят в шарообразных гнёздах из листьев, которые строят на нижних ветвях деревьев, реже в норах. Они считаются очень агрессивными, что выражается шипением и, если необходимо, ожесточенными боями с врагами. Они всеядны. Их пища мелкие позвоночные, яйца, насекомые, крабы и черви, а также фрукты, листья и семена.

## Жизненный цикл
После короткого периода беременности, самка рождает четыре-пять детёнышей. Они кормятся молоком примерно три месяца, и достигают половой зрелости в возрасте от шести до восьми месяцев. Средняя продолжительность жизни низкая — от одного до двух лет.

## Виды
- Philander andersoni
- Philander deltae
- Philander frenatus
- Philander mcilhennyi
- Philander mondolfii
- Philander olrogi
- Серый четырёхглазый опоссум[1] (Philander opossum) typus